# Karel Koželuh
Karel Koželuh (Praga, 7 marzo 1895 – Praga, 27 aprile 1950) è stato un tennista, calciatore, hockeista su ghiaccio, rugbista cecoslovacco.
Suddito dell'Impero austro-ungarico, Koželuh fu uno sportivo completo, capace di emergere in molti sport. Dopo un inizio nel rugby, si distinse nel calcio, giocando tra le file dello Sparta Praga ed arrivando a vestire prima, nel 1917, la maglia della nazionale austriaca, successivamente di quella cecoslovacca, nel 1923.
Sempre per la Cecoslovacchia, giocò nella nazionale di hockey su ghiaccio, segnando la rete decisiva nella finale dei Campionati europei del 1925.
Morì in un incidente d'auto nel 1950 all'età di 55 anni.

## Tennis
Koželuh imparò il tennis a 16 anni e si diede ben presto all'insegnamento. Questo gli impedì di giocare i Grande Slam e lo costrinse a giocare nei circuiti professionistici, dove si distinse vincendo il World Pro nel 1925 e 6 volte consecutive la Bristol Cup (dal 1926 al 1932 - non venne disputata l'edizione del 1927), il più importante trofeo tennistico al mondo negli anni venti. Firmò per entrare nel Tour principale nel 1928 e fu in grado di vincere quattro tornei professionistici dello Slam: i French Pro Championship nel 1930 e lo U.S. Pro Tennis Championships nelle edizioni del 1929 (su Vinny Richards) , 1932 (su Hans Nüsslein) e 1937 (su Bruce Barnes). Quest'ultima vittoria venne ottenuta nella prima edizione aperta anche ai dilettanti, e pertanto da ritenere come il primo US "Open" della storia. Nel torneo americano fu anche 4 volte finalista, mentre nel 1945, già cinquantenne, raggiunse i quarti.

È stato inserito nella International Tennis Hall of Fame nel 2006.